# Powiat giżycki

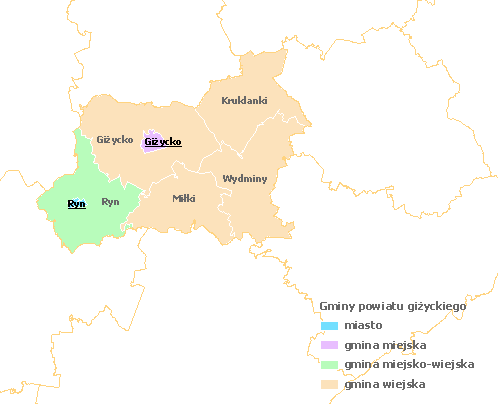
Gminy powiatu giżyckiego

Powiat giżycki – powiat w Polsce (województwo warmińsko-mazurskie), utworzony w 1999 w ramach reformy administracyjnej. Jego siedzibą jest miasto Giżycko.
W skład powiatu wchodzą:
- gminy miejskie: Giżycko
- gminy miejsko-wiejskie: Ryn
- gminy wiejskie: Giżycko, Kruklanki, Miłki, Wydminy
- miasta: Giżycko, Ryn

W 2002 z części obszaru utworzono powiat węgorzewski oraz wydzielono gminę Banie Mazurskie do powiatu gołdapskiego.
Według danych z 31 grudnia 2019 roku powiat zamieszkiwało 56 565 osób. Natomiast według danych z 30 czerwca 2020 roku powiat zamieszkiwało 56 456 osób.

## Demografia

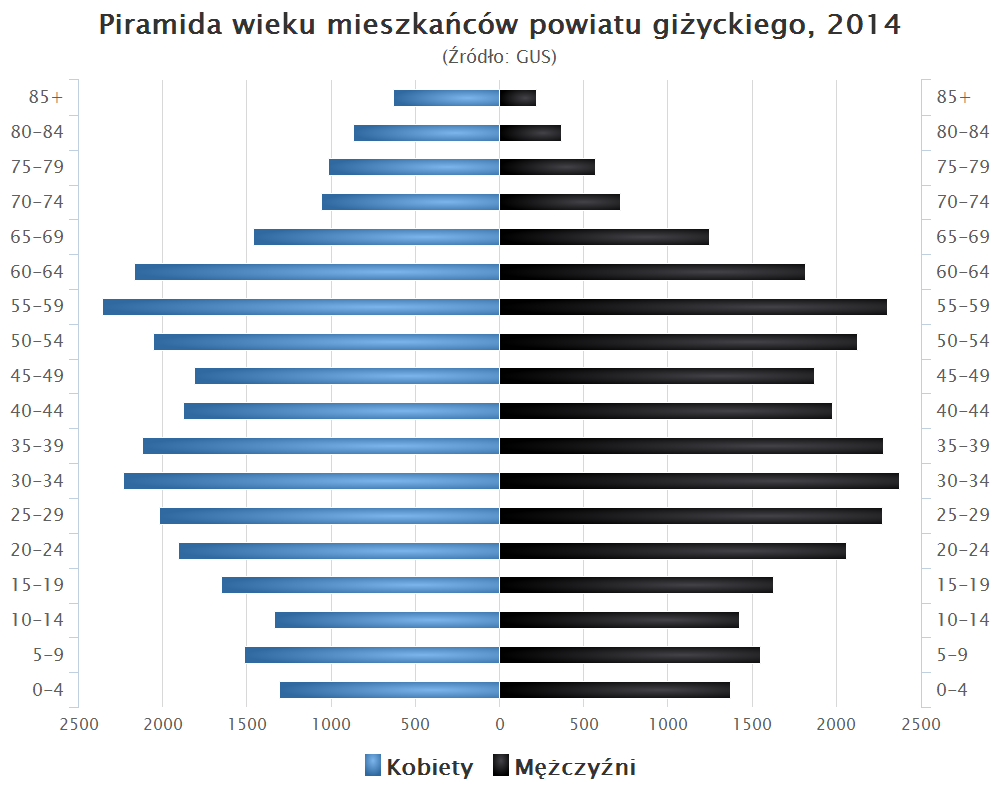
Piramida wieku mieszkańców powiatu giżyckiego w 2014 roku

Liczba ludności (dane z 30 czerwca 2005):
|        | Ogółem | Ogółem | Kobiety | Kobiety | Mężczyźni | Mężczyźni |
| osób   | %      | osób   | %       | osób    | %         |           |
| ------ | ------ | ------ | ------- | ------- | --------- | --------- |
| Ogółem | 56 945 | 100    | 29 075  | 51,06   | 27 870    | 48,94     |
| Miasto | 32 811 | 57,62  | 17 106  | 30,04   | 15 705    | 27,58     |
| Wieś   | 24 134 | 42,38  | 11 969  | 21,02   | 12 165    | 21,36     |

▶Wieś vs ▶miasto
Ogółem (▶k, ▶m)
Miasto (▶k, ▶m)
Wieś (▶k, ▶m)

### Ludność w latach
- 1970 – 45 200
- 1971 – 45 400
- 1972 – 46 000

1975-1998 nie istniał
- 1999 – 88 899
- 2000 – 88 816
- 2001 – 88 744
- 2002 – 57 050 (wydzielono powiat węgorzewski oraz gminę Banie Mazurskie do powiatu gołdapskiego)
- 2003 – 56 953
- 2004 – 57 032

## Administracja i polityka
Organem stanowiącym i kontrolnym jest rada powiatu, składająca się z 17 radnych.
Rada wybiera organ wykonawczy powiatu, którym jest zarząd powiatu, składająca się z 5 członków z przewodniczącym mu starostą. Zarząd Powiatu Giżyckiego tworzą następujące osoby: starosta – Mirosław Drzażdżewski (PO), wicestarosta – Mateusz Sieroński (PSL), Marian Lemecha, Beata Kurowicka i Józef Karpiński.
| Lp. | Imię nazwisko                 | Okres urzędowania             |
| --- | ----------------------------- | ----------------------------- |
| 1   | Wacław Strażewicz             | od 1999 do 2010               |
| 2   | Mirosław Dariusz Drzażdżewski | od 2010 do 2014               |
| 3   | Wacław Strażewicz             | od 2014 do 2018               |
| 4   | Mirosław Dariusz Drzażdżewski | od grudnia 2018 (pełni urząd) |

## Sąsiednie powiaty
- powiat gołdapski
- powiat olecki
- powiat ełcki
- powiat piski
- powiat mrągowski
- powiat kętrzyński
- powiat węgorzewski